# Ruta 27 (Chile)
Die Ruta 27 (kurz 27-CH) ist eine internationale Fernstraße in der Región de Antofagasta im großen Norden Chiles. In ihrem Verlauf ist sie auf 156,1 km vollständig asphaltiert. Sie verbindet San Pedro de Atacama, wo sich die Zollkontrolle befindet, mit dem Paso de Jama, dem Grenzpass nach Argentinien. Auch wenn dieser Pass mit einer Höhe von 4200 m namensgebend für die Straße ist, erreicht sie ihren Scheitelpunkt auf dem Bergpass Portezuelo Paranal  (S23° 4.3518 W67° 30.2856) 57,6 Straßenkilometer vor dem Paso de Jama in einer Höhe von 4831 m, was sie zu einer der höchsten asphaltierten Fernstraßen Südamerikas macht. Sie verläuft größtenteils im Altiplano und führt dabei vorbei an Vulkanen wie z. B. dem Purico-Komplex und dem auf dem ersten Teil der Strecke dominanten Licancabur, dem Quepiaco-Feuchtgebiet (km 78), sowie Salzseen und einem Teil des Naturschutzgebiets Nationalreservat Los Flamencos.

## Ausgesetztheit
Die Fernstraße führt über weite völlig vegetationslose Strecke und ist durch sehr starke Sonneneinstrahlung bei niedriger Lufttemperatur, starkem Wind und dünner Luft sehr ausgesetzt. Die durchquerte Region ist zwischen Zollkontrolle und Grenze extrem dünn besiedelt und ohne Tankmöglichkeit. Sie gehört zu San Pedro mit einer Bevölkerungsdichte von einem Erwachsenen auf 4 km², die zum ganz überwiegenden Teil in dieser Stadt und den dazugehörigen Teilorten leben. San Pedro hat eine Fläche von 23.439 km² und hat damit bei etwa 5300 Einwohnern eine größere Fläche als das deutsche Bundesland Hessen. Es wird ausdrücklich auf einem Schild darauf hingewiesen, dass die 27-CH auf einer Distanz von etwa 120 Straßenkilometern bis zum Paso die Jama außerhalb des Mobilfunknetzes liegt.

## Corredor Bioceánico Eje del Capricornio
Zusammen mit den Rutas 25, 23 und 5 Panamericana gehört sie zum Corredor Bioceánico Eje del Capricornio, der bis nach Antofagasta führt. Die offizielle Funktion dieser Ruta wurde im Jahre 2000 durch das Dekret Nº 2136 durch das MOP ratifiziert.

## Städte und Ortschaften
Die direkten Anbindungen an Städte, Ortschaften und städtische Gebiete entlang dieser Straße von Westen nach Osten sind:
- Anbindung an den Paso Hito Cajón nach Bolivien.
- Es gibt nach San Pedro keine weiteren Ortschaften mehr an der Strecke, einzige zugängliche Siedlungen sind die Grenzposten.

- Die Straße führt im Nachbarland als Ruta 52 weiter bis zu den Städten Susques und San Salvador de Jujuy.

## Ansichten

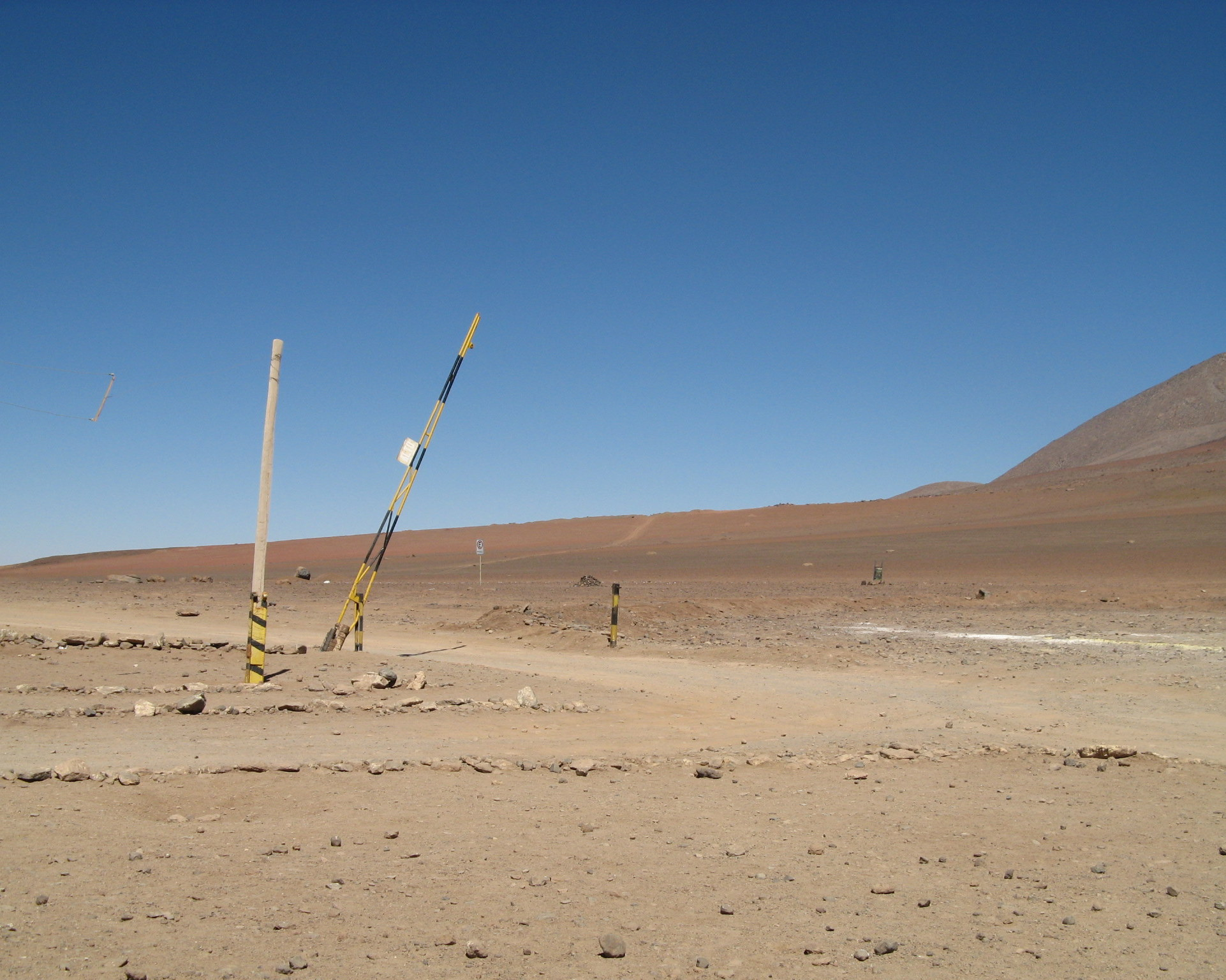
Abfahrt zum Paso Hito Cajón Grenzübergang nach Bolivien.
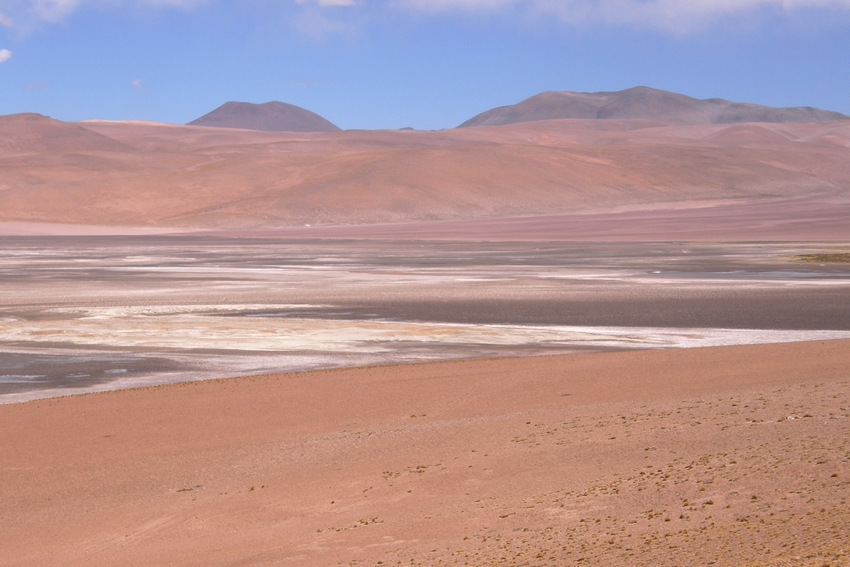
Der größte Teil der Strecke führt durch die chilenische Puna ohne Mobiltelefonverbindung.
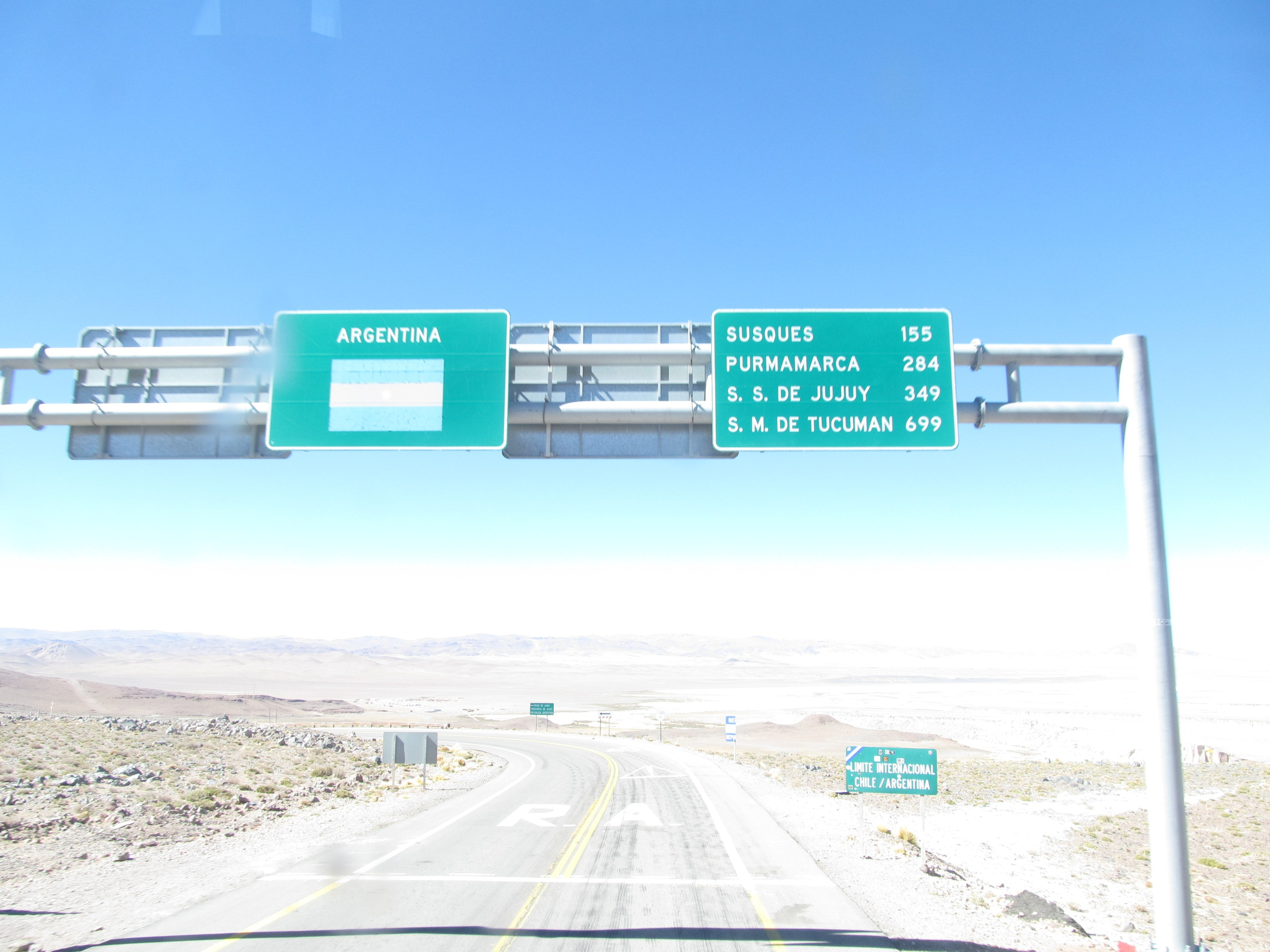
Paso Jama, Grenzübergang zwischen Chile und Argentinien. 156 km von San Pedro entfernt, bleiben noch 155 km bis zur nächsten argentinischen Stadt.
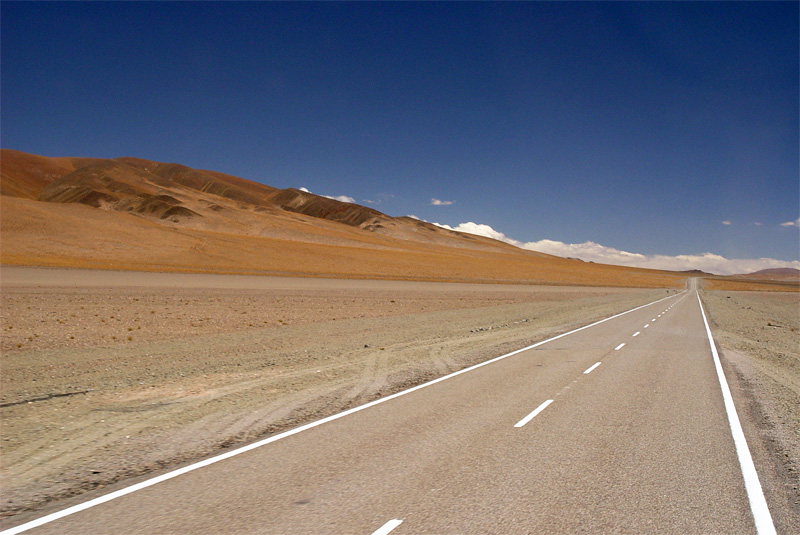
So geht es weiter in Argentinien.

## Trivia
- Die Straße ist in der Sammlung dangerousroads.org aufgeführt, einer globalen Liste besonders gefährlicher Straßen.[4]
- Diese asphaltierte Straße erreicht eine Höhe, die 21 Meter über der des höchsten Bergs der Alpen Mont Blanc liegt.

### Región de Antofagasta
- Länge: 156 km (km 0 bis 156).
- Provincia de El Loa: San Pedro de Atacama (km 0).